# Mount Macaulay
Mount Macaulay är ett berg i Kanada. Det ligger i territoriet Yukon, i den västra delen av landet. Toppen på Mount Macaulay är 4 467 meter över havet.
Den högsta punkten i närheten är Mount Wood, 4 842 meter över havet, 2,6 km norr om Mount Macaulay. Det finns inga samhällen i närheten.
Trakten runt Mount Macaulay är permanent täckt av is och snö.